# Isakson-Nunatak
Der Isakson-Nunatak ist ein rund 1300 m hoher Nunatak im westantarktischen Ellsworthland. Er ragt 2,5 km südöstlich des Christoph-Nunatak in der Gruppe der Lyon-Nunatakker auf.
Der United States Geological Survey kartierte ihn anhand eigener Vermessungen und Luftaufnahmen der United States Navy zwischen 1965 und 1968 sowie Landsat-Satellitenbildern von 1973 bis 1974. Das Advisory Committee on Antarctic Names benannte ihn 1988 nach dem Atmosphärenphysiker Steven W. Isakson von der Stanford University, der im Winter 1975 auf der Siple-Station tätig war.